# Begovo Brdo (Kruševac)
Pour les articles homonymes, voir Begovo Brdo.
Begovo Brdo (en serbe cyrillique : Бегово Брдо) est un village de Serbie situé sur le territoire de la ville de Kruševac, district de Rasina. Au recensement de 2011, il comptait 613 habitants.

## Démographie
| 1948 | 1953 | 1961 | 1971 | 1981 | 1991 | 2002 | 2011 |
| ---- | ---- | ---- | ---- | ---- | ---- | ---- | ---- |
| 213  | 219  | 225  | 195  | 307  | 537  | 526  | 613  |

|  |